# Dreisen
Dreisen là một đô thị thuộc thuộc huyện Donnersberg, Đức. Đô thị Dreisen có diện tích 9,03 km², dân số thời điểm ngày 31 tháng 12 năm 2006 là 1039 người.